# クロスカッティング
この項目ではクロスカッティング、カットバック、フラッシュバックの3つの映画技術について説明する。

## クロスカッティング
クロスカッティング (cross-cutting) は、異なる場所で同時に起きている2つ以上のシーンについて、それぞれのショットを交互に繋ぐことにより、臨場感や緊張感などの演出効果をもたらす映画のモンタージュ手法である。並行モンタージュともいう。D・W・グリフィスの『國民の創生』、フランシス・フォード・コッポラの『ゴッドファーザー』の暗殺場面などでこの技法が用いられている。
異なる時間に起こった複数の出来事を意味的な連続性で交互に繋いだものはパラレル編集と呼ばれ、『イントレランス』（1916年）では、異なった時代と場所で起こる4つの物語が、不寛容という共通のテーマで交互に描かれていくという斬新な演出がとられている。
映画史においては、1903年のアメリカ映画『大列車強盗』で初めてクロスカッティングが使われたとされるが、『大列車強盗』は全14シーンで構成され、当時の映画では典型的なワンシーンワンショットで撮影された作品である。しかし、クロスカッティングはショットとショットを交互に繋ぐものであり、『大列車強盗』は初めてこの技法を用いたとは言えない。ただ、2つのシーンを並列的に描いている場面があり、初めて並列編集で描かれた作品であることには変わりない。

## カットバック
カットバック (cutaway / cutback) は、2つ以上のショットを交互に切り返すモンタージュ手法。カットバックは場面Aと場面Bを時間の連続性を持って繋ぐものであり、場面Aと場面Bを並列的に繋ぐクロスカッティングとは意味が異なる。

## フラッシュバック
フラッシュバック (flashback) は、物語の進行中に過去の場面を組み入れるモンタージュ手法。オーソン・ウェルズの『市民ケーン』で使われたのが有名であり、黒澤明の『生きる』の死んだ主人公のお通夜の場面などでも用いられている。反対に、未来の出来事を物語の進行中に組み入れて現出させるモンタージュ手法をフラッシュフォワード (Flashforward) とよぶ。また、複数の短いショットを繋げて視覚的効果をもたらす編集技法もフラッシュバックと呼ばれる。アベル・ガンスの『鉄路の白薔薇』で効果的に使われ、日本映画界でも伊藤大輔らがこの技法を駆使した。